# Hans Pelzer
Hans Pelzer (* 20. Januar 1936 in Velbert; † 20. April 2006 in Hannover) war ein deutscher Geodät und Hochschullehrer.

## Leben
Pelzer absolvierte zunächst eine Ausbildung zum Vermessungstechniker, ehe er ein Studium an der Staatlichen Ingenieurschule Essen aufnahm. Anschließend studierte er in Bonn Geodäsie und machte 1962 sein Diplom. Am Institut für Vermessungskunde der Technischen Universität Braunschweig wurde er 1969 mit einer Studie Genauigkeit elektromagnetisch gemessener Streckennetze bei Karl Gerke zum Dr. Ing. promoviert. Am selben Institut habilitierte sich Pelzer zwei Jahre später mit einer stochastisch begründeten Analyse geodätischer Überwachungsmessungen. 1971, im Jahr der Habilitation, folgte ein Ruf an die TU Hannover, wo er zunächst eine Professur für Geodätische Messtechnik bekleidete. 1977 wurde er Lehrstuhlinhaber für Allgemeine Vermessungskunde und zugleich Direktor des Geodätischen Instituts. Zwei Jahre lang fungierte er zudem als Dekan der Fakultät Bauingenieurwesen und Geodäsie.
Der Forschungsschwerpunkt Pelzers lag auf den geodätischen Netzen der Landes- und Ingenieurvermessung. Daneben arbeitete er zu Ausgleichsrechnung und Statistik. Daneben führte er zahlreiche interdisziplinäre Projekte durch und intensivierte die Zusammenarbeit mit ausländischen Hochschulen.
Hans Pelzer war verheiratet und Vater dreier Kinder.

## Auszeichnungen und Ehrungen
- 1978: Mitgliedschaft der Deutschen Geodätischen Kommission bei der Bayerischen Akademie der Wissenschaften
- 1986: Mitgliedschaft der Niedersächsischen Akademie der Geowissenschaften
- 1989: Mitgliedschaft der Braunschweigischen Wissenschaftlichen Gesellschaft
- 1988: Träger der Marin-Drinov-Medaille der Bulgarischen Akademie der Wissenschaften
- 1990: Ehrendoktorwürde der Eidgenössischen TH Zürich
- 1993: Ehrenprofessur der TU für Vermessungswesen und Kartographie in Wuhan, China
- 1993: erstes Ehrenmitglied des Verbandes rumänischer Geodäten
- 1994: Ehrendoktorwürde des Instituts (heute: Technische Hochschule) für Bauwesen in Bukarest

## Schriften (Auswahl)
- Die Genauigkeit elektromagnetisch gemessener Streckennetze, insbesondere im Flachland und über küstennahen Gewässern, Braunschweig 1969.
- Zur Analyse geodätischer Deformationsmessungen, München: Verlag der Bayerischen Akademie der Wissenschaften 1971.

### Herausgeberschaften (Auswahl)
- Geodätische Netze in Landes- und Ingenieurvermessung, Stuttgart: Wittwer 1980.
- Precise levelling, Bonn: Dümmler 1984.
- Untersuchungen zur geodätischen Bestimmung von Rutschungserscheinungen und vertikalen Krustenbewegungen, Hannover: Fachrichtung Vermessungswesen der Universität 1984.
- Determination of heights and height changes, Bonn: Dümmler 1987.
- Ingenieurvermessung, Stuttgart: Wittwer 1987; 2., durchgesehene und verbesserte Auflage 1988.
- Anwendungen des Global-positioning-Systems, Stuttgart: Wittwer 1992.
- Proceedings of the 6th International FIG Symposium on Deformation Measurements, International Symposium on Deformation Measurements 6, Hannover: Geodätisches Institut der Universität 1996.
- Fachwörterbuch Benennungen und Definitionen im deutschen Vermessungswesen mit englischen und französischen Äquivalenten, Bd. 10: Ingenieurvermessung, 1997.